# Вити До
Вити До (на сръбски: Вити До) е село в Черна гора, разположено в община Будва. Населението му според преброяването през 2011 г. е 212 души, от тях: 128 (60,37 %) сърби, 70 (33,01 %) черногорци, 8 (3,77 %) неизвестни.

## Население
Численост на населението според преброяванията през годините:
- 1948 – 76 души
- 1953 – 85 души
- 1961 – 100 души
- 1971 – 116 души
- 1981 – 129 души
- 1991 – 147 души
- 2003 – 197 души
- 2011 – 212 души